# Milarepa (pel·lícula de 1974)
Milarepa és una pel·lícula italiana del 1974 dirigida per Liliana Cavani, basada en el llibre Tibet's Great Yogi Milarepa.
Es va presentar en competició al 27è Festival Internacional de Cinema de Canes

## Argument
Leo és un jove tibetòleg italià que acaba de traduir La vida de Milarepa i que es veu involucrat en un accident de cotxe amb el seu professor i la seva dona. En el cotxe destrossat i fora de la carretera al camp obert, Leo comença a explicar què ha acabat de traduir. Les seqüències de la pel·lícula es traslladen al Tibet del passat, on resulta que el jove Leo i el seu professor, amb la seva dona, són en realitat la reencarnació de Milarepa, Marpa i la seva dona. Aleshores es narra la vida de la Mila, un jove desafortunat que aprèn màgia negra per venjar els abusos que pateix la seva família, i després purifica el seu Karma sota la guia de Marpa, fins que aprèn la veritable doctrina, i es converteix en Mila-Repa. Al final de la pel·lícula, la seqüència mostra de nou el temps present.

## Repartiment
- Lajos Balázsovits: Milarepa/Leo
- Paolo Bonacelli: Marpa/professor Bennet
- Marisa Fabbri: mare de Milarepa/mare de Leo
- Marcella Michelangeli: esposa de Marpa/esposa de Bennet
- George Wang: oncle de Milarepa

## Producció
Ambientada al Tibet, es va rodar als Abruzzo, a proposta de Fosco Maraini, i projectada en primícia a Pistoia el 28 de desembre de 1973.

## Crítica
La pel·lícula va rebre una crítica entusiasta de Pier Paolo Pasolini (que la va considerar una "pel·lícula realment bella"), Alberto Moravia i Lino Miccichè. Tot i així, alguns crítics van ser crítics amb la pel·lícula, com Francesco Savio de Il mondo, que la va descartar com a "innecessària" i "purament decorativa".